# Stuart Sumner
Stuart Sumner (* 1981 in Preston, England) ist ein britischer Musicaldarsteller.

## Karriere
Sumner erhielt seine Ausbildung an der Mar-Jan Stage School und am Blackburn College. Seit 2006 lebt er in Deutschland.
Bekannt wurde er vor allem durch seine Rolle als Tarzan im Musical Tarzan. Nach einem krankheitsbedingten Ausfall von Alexander Klaws übernahm Sumner die Hauptrolle in der deutschen Inszenierung im Stage Theater Neue Flora in Hamburg (2010–2012) sowie später im Stage Metronom Theater in Oberhausen (2016–2017).
Weitere Engagements umfassen Auftritte in We Will Rock You, Grease und Rock of Ages.
Im Jahr 2024 sprach Sumner in einem Interview mit Musicalpuls über seine Bühnenerfahrungen und seine Rolle in der Produktion Ganz Paris träumt von der Liebe.